# 버프툰
버프툰은 엔씨소프트에서 운영하고 있는 대한민국의 웹툰 서비스이다. 다양한 오리지널 독점 웹툰 뿐만 아니라, 웹소설, 만화, 오디오북까지 약 3,000여종을 감상할 수 있다. 
게임 속 능력향상 마법을 뜻하는 "버프(BUFF)"와, 만화를 의미하는 "툰(TOON)"의 합성어이다.  
자극적이고 선정적인 컨텐츠보다는, 남녀노소 즐겁게 즐길 수 있는 작품성 중심의 클린하고 건강한 웹툰 플랫폼을 지향하고 있다.   
본래 엔씨코믹스 사이트에 연재되었던 마스터X마스터 등 엔씨소프트 게임과 관련된 웹툰이 이곳 버프툰으로 옮겨졌다.

## 역사
- 2018년 5월 3일 - 위메프와 콜라보 프로모션 보관됨 2020-07-04 - 웨이백 머신 진행
- 2018년 9월 8일 - NC 다이노스와 콜라보 프로모션 '버프툰데이' 보관됨 2020-07-03 - 웨이백 머신  진행
- 2018년 12월 - 리니지 리마스터 사전예약 콜라보 프로모션 진행
- 2019년 1월 23일 - 버프툰 서비스 리뉴얼 및 부분 유료화 기능 추가
- 2019년 1월 30일 - NC MMO 4대 게임IP(리니지, 리니지2, 아이온, 블레이드&소울)와 새해 기념 황금꿀꿀이를 찾아라 프로모션 진행
- 2019년 3월 11일 - 한국만화영상진흥원과 함께 하는 웹툰 오디션, 제1회 NC 버프툰 글로벌 웹툰스타 오디션 당선작 발표
- 2019년 4월 1일 - JTBC4와 콜라보로, 버프툰 독점 웹툰 원작 웹드라마 <너를 싫어하는 방법> 드라마 제작
- 2019년 10월 26일 - NC 피버 페스티벌과 콜라보레이션으로, 서울 올림픽공원 벨로드롬에서 웹툰 작가 사인회 진행 (<제카툰>, <사랑양장점>)
- 2020년 3월 3일 - 서울산업진흥원(SBA), SBS Contents Hub와 함께 하는 웹툰 오디션, 제2회 버프툰 글로벌 웹툰스타 오디션 당선작 발표

## 상세
버프툰에서만 볼 수 있는 오리지널 작품들은 상당히 수작이다. 제카툰, 겜덕툰,
빼앗긴 들에도 봄은 오는가, 팬피터, 살인자를 소개합니다, 더 메모, 72가지의 틈새, 용애어부가,
잘 가, 좋은 아침이야, 판타스틱 시니어 정도는 봐줘야 한다.
버프툰 오리지널 웹툰 <빼앗긴 들에도 봄은 오는가>는 2022년 제 30회 불교언론문화상 대상에 선정되었다.
30년 역사에서 웹툰 대상은 처음이라고 한다. ☞ 기사 보기

엔씨소프트의 플랫폼 답게 엔씨 게임을 웹툰으로 만들었다. 리니지 웹툰 <+10주먹 만렙 직전 기사>, 리니지2 <바츠 해방 전쟁>, <더 카운터>,
아이온 <용계 진출>, 블레이드 & 소울 2 <수라전기:악의 탄생> 등이 있다.

리니지 웹툰 <+10주먹 만렙 직전 기사>는 유튜브 숏폼 영상으로도 제작했는데 요즘은 거의 안하는 PK 부분을 추억의 시리즈 영상으로 제작하였다.
유튜브 피니지 채널에서 볼 수 있다. ☞ 영상 보기

2021년 3월 이준익 감독의 자산어보(영화)와 콜라보하여 버프툰 작가가 영화의 한 장면을 그리고 축하의 메시지를 담았다. 퀄리티가 상당하다.
☞ 영상 보기

2019년 4월에는 버프툰 오리지널 웹툰 <너를 싫어하는 방법>이 JTBC를 통해 드라마로 제작되었다. 너싫방으로 NCT 재민이 연기에 입봉했다.
버프툰에서 [드라마]너를 싫어하는 방법을 검색하면 총 6개의 에피소드, 예고편 1편, 미공개 영상 1편, 몰아보기 2편을 무료로 감상 할 수 있다.
☞ 영상 보기

버프툰 투자 제작 웹툰 <엉덩이가 잘못했네> OST도 출시되었다. 귀가 호강하는 OST다. ☞ OST 듣기

다른 플랫폼과 달리 BL, GL은 서비스하지 않으며, 버프툰 오리지널 작품 외 약 4,500개 이상의 비독점 컨텐츠를 감상할 수 있다.

## 서비스 이용

### 무료 코인 획득
버프툰 회원 가입 시 100 이벤트 코인을 얻을 수 있으며, 처음 앱 설치 시 100 이벤트 코인을 추가로 받을 수 있다.
회원 가입 후 앱 설치까지 하면 200 이벤트 코인을 바로 얻게 된다. 200 이벤트 코인은 웹툰 10화를 대여하거나 웹소설 20화를 소장할 수 있는 금액이다.

### 시간 모아 무료 (모아무)
시간 모아 무료(모아무)에 해당하는 작품은 일정 시간이 지나면 무료 감상이 가능한 모아무 이용권 1개가 충전된다. 24시간이 기본이지만 작품에 따라 더 짧은 것도 있다. 모아무 이벤트는 충전 시간이 더 짧게 설정되는데 1시간에 1장 씩 충전되기도 한다.

### 연재 미리보기
연재 완료된 화차를 무료로 볼 수 있다. 연재 예정인 최신 화차는 버프툰 코인 혹은 이용권을 사용하여 감상할 수 있다.
버프툰 최고 인기작인 제카툰, 겜덕툰을 미리보기로 감상 가능하다.

### 일괄 구매 할인
일부 작품은 일괄 대여/소장 구매 시 크게 할인해준다. 일괄 대여/소장 시 다른 플랫폼보다 비교적 저렴하게 감상 가능하다.

## 엔씨 IP 웹툰
버프툰에서는 엔씨소프트에서 서비스 중인 게임을 모티브로 만든 웹툰을 감상할 수 있다. (오직 버프툰에만 있다.)

<작품 리스트>
| 리니지 웹툰            |                        |             |             |               |               |               |               |
| +10주먹 만렙 직전 기사 | +10주먹 만렙 직전 기사 | 축데이      | 축데이      | 신들의 이야기 | 신들의 이야기 | 인간의 이야기 | 인간의 이야기 |
| 데몬앤써큐             | 데몬앤써큐             | 디 오버레이 | 디 오버레이 | 오만의 탑     | 오만의 탑     |               |               |

| 리니지2 웹툰             |           |          |           |
| The Bartz : 바츠해방전쟁 | 더 카운터 | 천태만상 | 오만의 탑 |

| 아이온 웹툰       |                   |           |           |                    |                    |                 |                 |
| 용계 진출         | 용계 진출         | 라그나트  | 라그나트  | 두 개의 아트레이아 | 두 개의 아트레이아 | 델트라스의 비극 | 델트라스의 비극 |
| 에레슈키갈의 전설 | 에레슈키갈의 전설 | 라 베로카 | 라 베로카 | 천년전쟁           | 천년전쟁           | 대파국          | 대파국          |

| 블레이드&소울2 웹툰 |
| 수라전기:악의 탄생  |

| 블레이드&소울 웹툰 |        |
| 블레이드&소울 서고 | 블소옷 |

## 버프툰 오리지널 웹툰
개그, 일상, 스릴러, 판타지, 드라마, 로맨스 등 다양한 장르의 버프툰 독점을 작품을 말한다.

<작품 리스트>
| 개그/일상          |                    |               |               |               |               |                          |                          |
| 제카툰             | 제카툰             | 겜덕툰        | 겜덕툰        | 생각하는 정이 | 생각하는 정이 | 개포트 : 동물병원 이야기 | 개포트 : 동물병원 이야기 |
| 그냥 엄청난 판타지 | 그냥 엄청난 판타지 | 이웃집 도련님 | 이웃집 도련님 | 주전부리      | 주전부리      |                          |                          |

| 스릴러     |            |                  |                  |                     |                     |                 |                 |
| 여의도     | 여의도     | 기묘한 기담      | 기묘한 기담      | 살인자를 소개합니다 | 살인자를 소개합니다 | 선생님이 죽었다 | 선생님이 죽었다 |
| 좀비신드롬 | 좀비신드롬 | 인어의 내        | 인어의 내        | 너는 악이다         | 너는 악이다         | 가려진 밤       | 가려진 밤       |
| 준준       | 준준       | 시간이 멈춘 택시 | 시간이 멈춘 택시 |                     |                     |                 |                 |

| 판타지           |                  |             |             |                                 |                                 |                    |                    |
| 판타스틱 시니어  | 판타스틱 시니어  | 팬피터      | 팬피터      | 72가지의 틈새                   | 72가지의 틈새                   | 세이의 PRG         | 세이의 PRG         |
| 너란 꽃을 피워줘 | 너란 꽃을 피워줘 | 아비터      | 아비터      | 날 사랑하는 것들은 다 죽어버려! | 날 사랑하는 것들은 다 죽어버려! | 왕자님을 찾아라    | 왕자님을 찾아라    |
| 워록             | 워록             | 신안의 용사 | 신안의 용사 | 아틀리에 (지옥의 문 편)         | 아틀리에 (지옥의 문 편)         | 흰 고양이의 도서관 | 흰 고양이의 도서관 |

| 드라마                    |             |            |
| 빼앗긴 들에도 봄은 오는가 | 왕후의 제국 | 랜드라이프 |

| 로맨스               |                      |                     |                     |              |              |                  |                  |
| 잘 가, 좋은 아침이야 | 잘 가, 좋은 아침이야 | 너를 싫어하는 방법  | 너를 싫어하는 방법  | 용애어부가   | 용애어부가   | 이상적인 관계    | 이상적인 관계    |
| 사랑양장점           | 사랑양장점           | 저기, 누구세요?     | 저기, 누구세요?     | 오계절       | 오계절       | 나눠 먹는 로맨스 | 나눠 먹는 로맨스 |
| 막순이               | 막순이               | 달콤쌉싸름한 공자님 | 달콤쌉싸름한 공자님 | 유사소년소녀 | 유사소년소녀 | 늘 그러하다      | 늘 그러하다      |
| 이왕이면 아이돌      |                      |                     |                     |              |              |                  |                  |

## 공모전
버프툰은 2018년부터 창작자 및 작품 발굴을 위한 공모전을 매년 진행하고 있다.
공모전은 IP 확장을 위해 산업진흥원, 방송국과 공동 주관하며, 방송국은 매년 달라지기도 한다.

### 제1회 NC 버프툰 글로벌 웹툰스타오디션
- 주관 : 엔씨소프트, 한국만화영상진흥원
- 후원 : 문화체육관광부, 경기도, 중국 웨이보 코믹스 엔터테인먼트, 일본 DEF STUDIOS, JTBC 콘텐츠허브
- 특전 : 버프툰 정식 연재, 우수작 글로벌 연재 지원(중국, 일본), 드라마화 등 영상 제작 지원

<수상작>
| 장편 부문 |                                                 |
| 대상      | 털업                                            |
| 최우수상  | DOCTOR HANDS(닥터 핸즈), 나와 불시착 소년       |
| 우수상    | 문과남 이과녀, 바디렌탈, 인어의 내              |
| 장려상    | 블루, 공감각자, 대국, 빼앗긴 들에도 봄은 오는가 |

| 단편 부문        |                  |                |                |             |             |               |               |
| Butterfly Dream  | Butterfly Dream  | 겨울에 오는 봄 | 겨울에 오는 봄 | 나 우리들은 | 나 우리들은 | 눈 올 확률 0% | 눈 올 확률 0% |
| 독을 채우는 방법 | 독을 채우는 방법 | 미이의 정원    | 미이의 정원    | 빈자리      | 빈자리      | 산화(㪚花)    | 산화(㪚花)    |
| 악령레슨         | 악령레슨         | 착한 손님      | 착한 손님      |             |             |               |               |

### 제2회 버프툰 글로벌 웹툰스타오디션
- 주관 : 엔씨소프트, SBS 콘텐츠허브, 서울산업진흥원(SBA)
- 후원 : 중국 웨이보 코믹스 엔터테인먼트, 일본 KADOKAWA 등
- 특전 : 버프툰 정식 연재, 해외 진출 및 영상화 기회 제공, 수상자 전원 와콤 신티크 태블릿 지급

<수상작>
| 수상작                       |                                                                               |
| 대상                         | 쓰리 킹덤                                                                     |
| SBS 드라마화추진 영상화 대상 | 어제를 잊는 너를 내일의 내가 기억할게                                         |
| 버프툰 부문 최우수상         | 마법공무원, 십이신왕                                                          |
| 버프툰 부문 우수상           | 코야나기일족의 6월별장, 다원기담, 이왕이면 아이돌, 좋은 꿈 꾸세요, 더 메모    |
| 글로벌포텐 부문 수상         | 코야나기일족의 6월별장, 유한의 삶, 판타스틱 시니어, 좋은 꿈 꾸세요, 붉은 포자 |

### 세상에서 가장 재미있는 장르물 IP통합 공모전
- 주관 : 엔씨소프트, MBC, 서울산업진흥원(SBA)
- 특전 : 버프툰 정식 연재, 영상화 지원

<수상작>
| 웹툰 부문 |                                                                                                  |
| 대상      | 너는 악이다                                                                                      |
| 우수상    | 가려진 밤, 준준, 시간이 멈춘 택시, 전하지 못한 공백, 아틀리에 (지옥의 문 편), 흰 고양이의 도서관 |

| 영상화 부문 |                                                         |
| 최우수상    | 작전명 파이어폭스, 시크릿 패밀리, 바이럴, 파이어 체이서 |

| 크로스미디어상 공통 부문 |
| 사이코 경찰 지구대       |

### 콘텐츠의 경계를 넘다, 선 넘는 공모전
- 주관 : 엔씨소프트, MBC, 서울산업진흥원(SBA)
- 특전 : 버프툰 정식 연재

<수상작>
| 웹툰 부문 |                                  |          |             |      |
| 마음의 방 | 사이코도 야한 꿈은 꿀 수 있잖아! | 운세복권 | 조국의 개들 | 화화 |

| 단편 웹소설 부문 |                           |               |                  |                    |
| 9번째 환생       | HOLY : 삼신이 선택한 소녀 | 방구석 공상가 | 조선 샅바 스캔들 | 펜은 칼보다 강하다 |

| 영상 부문   |            |             |              |            |
| 기운찬 여조 | 메모라이즈 | 사주의 제왕 | 조선희팝야사 | 초능력가족 |